# توماس لوسون
توماس لوسون (بالإنجليزية: Thomas Lawson)‏ هو رسام بريطاني، ولد في 1951 في غلاسكو في المملكة المتحدة.